# Calcio florentino

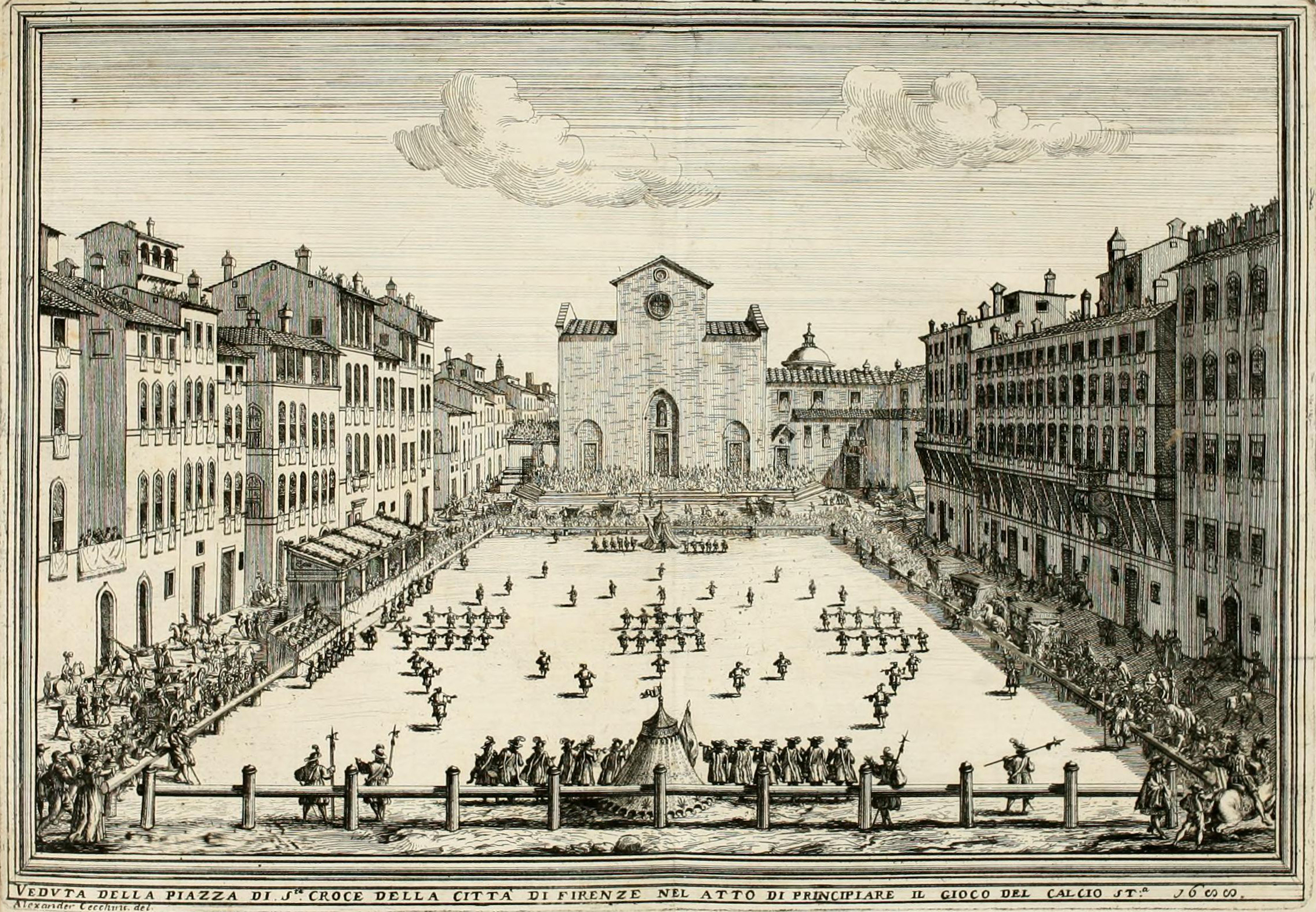
Ilustración de un partido de calcio florentino en 1688.

El calcio florentino es una forma primitiva del fútbol originaria del siglo XVI en Italia. La Piazza Santa Croce de Florencia es la cuna de este deporte, que comenzó conociéndose como gioco del calcio fiorentino ('juego de la patada florentino') o simplemente calcio ('patada').

## Historia
Las reglas oficiales del calcio fueron publicadas por primera vez en 1580 por el conde florentino Giovanni de' Bardi, y se diferenciaba del fútbol de carnaval por ser más organizado y menos violento. Como el harpastum de la Antigua Roma, se jugaba con dos equipos de 27 jugadores, usando ambos pies y manos. De los 27 jugadores 5 son porteros, y el objetivo del juego era sumar más puntos que el equipo rival. Para esto, se colocaba un agujero en cada lado del campo de juego, y se debía introducir la pelota en dichos agujeros, con lo cual se obtenían 2 puntos; en cambio, si se fallaba el tiro, se sumaba medio punto al equipo rival. El campo de juego era de dimensiones similares a un campo de fútbol actual, pero cubierto por arena.
Cada encuentro duraba 50 minutos y era supervisado por ocho árbitros: un árbitro principal, seis jueces de línea y un maestro de campo, y el ganador era el equipo con más puntos o 'cacce'.
Al principio, el calcio era solamente para los aristócratas ricos, quienes jugaban todas las noches entre la epifanía y la Cuaresma. En el Vaticano, incluso los papas, como Clemente VII, León XI y Urbano VIII fueron conocidos por jugar.
El deporte no fue jugado por alrededor de dos siglos, pero revivió en el siglo veinte, cuando se organizaron juegos en 1930 durante el gobierno de Benito Mussolini, y se disputan torneos hasta la actualidad.
Actualmente, se juegan tres partidos cada año en la Piazza Santa Croce, en la tercera semana de junio. La versión moderna permite tácticas como cabezazos, puñetazos, codazos y la estrangulación, pero prohíbe golpes bajos o desde atrás y patadas en la cabeza.
Si bien el calcio florentino no se desarrolló en las islas británicas, una de las variantes del fútbol de carnaval se vio influido por el calcio en el año 1561. El calcio florentino es uno de los pocos códigos externos a las islas británicas que tuvo incidencia en la creación de los códigos actuales.
El organismo que organizaba los más importantes torneos de fútbol en Italia hasta 2010, por ejemplo, era denominado Lega Calcio.

## Equipos

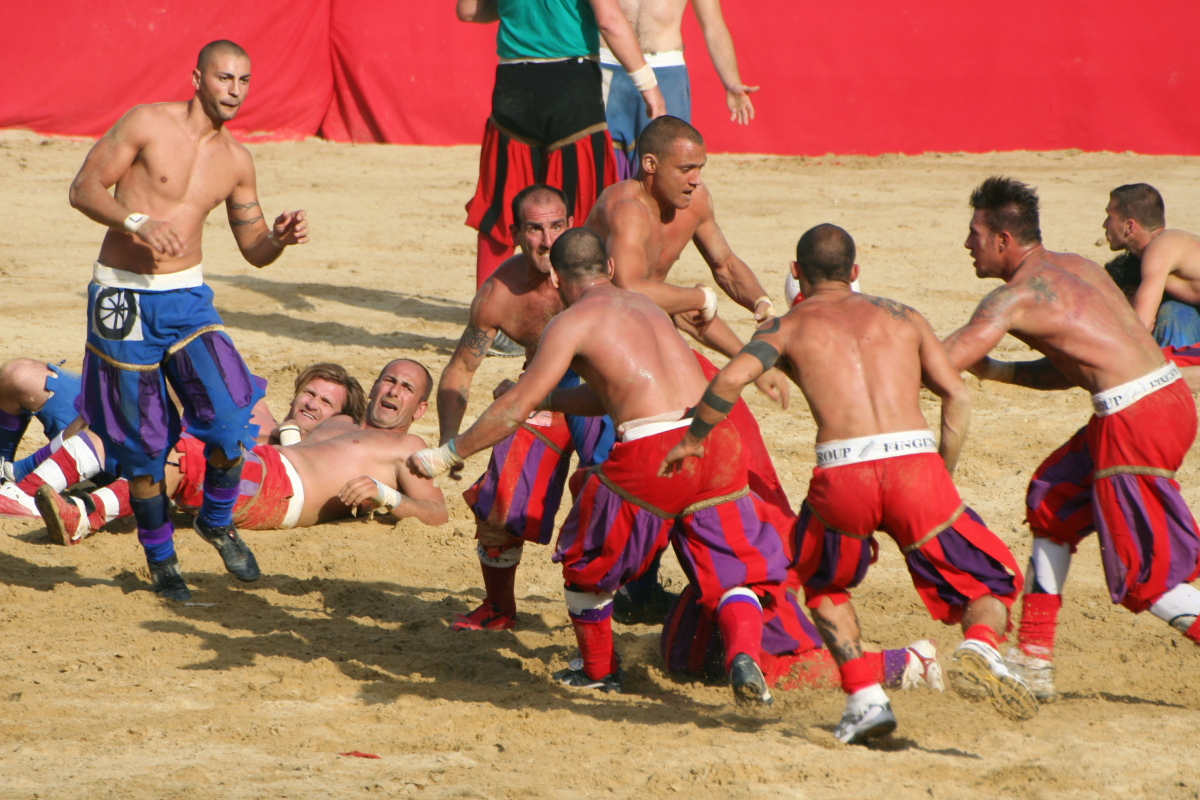
Partido entre los Azzurri (azules) y los Rossi (rojos)

En Florencia se disputaba un torneo conformado por cuatro equipos que representaban a cuatro zonas de Florencia, y cada equipo tenía un color distintivo:
- Santa Croce / Azzurri (azules)
- Santa Maria Novella / Rossi (rojos)
- Santo Spirito / Bianchi (blancos)
- San Giovanni / Verdi (verdes)

El torneo contaba con cantos provenientes desde las tribunas, las cuales también portaban banderas con los colores de su equipo, actitudes similares a las que se ven en el fútbol actual.
La clasificación histórica del torneo es: 24 títulos Santa Croce (Azzurri), 18 San Spirito (Bianchi), 8 Santa Maria Novella (Rossi) y 2 San Giovanni (Verdi). Además 19 campeonatos han quedado sin ganador por diversos motivos.